# HSPBP1
HSPBP1 (англ. HSPA (Hsp70) binding protein 1) – білок, який кодується однойменним геном, розташованим у людей на короткому плечі 19-ї хромосоми. Довжина поліпептидного ланцюга білка становить 362 амінокислот, а молекулярна маса — 39 474.
| 10         |  | 20         |  | 30         |  | 40         |  | 50         |
| ---------- |  | ---------- |  | ---------- |  | ---------- |  | ---------- |
| MSDEGSRGSR |  | LPLALPPASQ |  | GCSSGGGGGG |  | GGGSSAGGSG |  | NSRPPRNLQG |
| LLQMAITAGS |  | EEPDPPPEPM |  | SEERRQWLQE |  | AMSAAFRGQR |  | EEVEQMKSCL |
| RVLSQPMPPT |  | AGEAEQAADQ |  | QEREGALELL |  | ADLCENMDNA |  | ADFCQLSGMH |
| LLVGRYLEAG |  | AAGLRWRAAQ |  | LIGTCSQNVA |  | AIQEQVLGLG |  | ALRKLLRLLD |
| RDACDTVRVK |  | ALFAISCLVR |  | EQEAGLLQFL |  | RLDGFSVLMR |  | AMQQQVQKLK |
| VKSAFLLQNL |  | LVGHPEHKGT |  | LCSMGMVQQL |  | VALVRTEHSP |  | FHEHVLGALC |
| SLVTDFPQGV |  | RECREPELGL |  | EELLRHRCQL |  | LQQHEEYQEE |  | LEFCEKLLQT |
| CFSSPADDSM |  | DR         |  |            |  |            |  |            |

A: Аланін

C: Цистеїн

D: Аспарагінова кислота

E: Глутамінова кислота

F: Фенілаланін

G: Гліцин

H: Гістидин

I: Ізолейцин

K: Лізин

L: Лейцин

M: Метіонін

N: Аспарагін

P: Пролін

Q: Глутамін

R: Аргінін

S: Серин

T: Треонін

V: Валін

W: Триптофан

Кодований геном білок за функцією належить до фосфопротеїнів. 
Задіяний у такому біологічному процесі, як альтернативний сплайсинг.